# Масакр на Корићанским стијенама
Масакр на Корићанским стијенама било је масовно убиство више од 200 Бошњака и Хрвата 21. августа 1992. године, током рата у Босни и Херцеговини, на Корићанским стијенама на обронцима планине Влашић.
Жртве, бивши затвореници из Трнопоља, одвојене су од већег броја цивила који су одвођени на територију под контролом тзв. АРБиХ у средњој Босни. Масакр су спровели припадници специјалног одјела тима Центра јавне безбједности Приједор, резервне јединице српске полиције.
Масакр је истражен, а имена жртава су објављена у низу чланака „Независних новина”. Уредник листа, Жељко Копања, који је радио на тој причи, изгубио је обје ноге 1999. године када је његов аутомобил експлодирао.
На суђењима Хашког трибунала и Суда Босне и Херцеговине, припадници групе која је вршила убиства, укључујући и њиховог вођу Дарка Мрђу, осуђени су на различите казне затвора. На завршном суђењу пред Судом Босне и Херцеговине, 21. децембра 2010. године, Зоран Бабић, Милорад Шкрбић, Душан Јанковић и Жељко Стојнић, који су сви били запослени у Центру јавне безбједности Приједор, проглашени су кривима и осуђени за ратне злочине почињене над више од 200 бошњачких и хрватских цивила на Корићанским стијенама. Зоран Бабић и Милорад Шкрбић осуђени су 22 године, Душан Јанковић на 27 година, Жељко Стојнић на 15 година затвора. Милорад Радаковић, који је такође био оптужен, ослобођен је оптужбе због недостатка доказа. Осумњичени главни организатор масакра, Симо Дрљача, начелник полиције у Приједору, убијен је током покушаја хапшења.

## Масакр
Дана 21. августа 1992. године, група од око 1.200 цивила, пуштених из логора Трнопоље, транспортовани су на територију под контролом Републике Босне и Херцеговине у централној Босни. Након што је конвој стигао до планине Влашић, група паравојних полицајаца из Приједора изабрала је око 200–250 мушкараца и одвојила их од главне групе, те их стрпала у два аутобуса. Преживјели Медо Сивац, који је у то вријеме имао 18 година, изјавио је да, када је остатак конвоја отишао у Травник, узели су им све вриједно, новац, накит и сатове. Одвојеним мушкарцима је речено да ће бити размијењени за заробљенике које су држале снаге босанске владе, али су умјесто тога одведени на оближњи пут до ивице провалије на Корићанским стијенама.
Када су аутобуси стигли до провалије, затвореници из првог аутобуса су одвођени и упуцани један по један док су клечали на ивици провалије. Након што је отприлике пола мушкараца изведено из аутобуса, остали су изведени и погубљивани у групама од по три мушкарца. Прије одласка, полицајци су такође пуцали на тијела и бацали ручне бомбе на њих. Сивац, који је био у другом аутобусу, пријавио је како су сви путници из тог аутобуса изведени заједно и тада је наређено да се построје дуж провалије и клекну тамо.
Дванаест жртава преживјело је пуцњаву и пад у провалију. Седморицу су пронашли припадници Војске Републике Српске (ВРС). Пружена им је љекарска помоћ у Бањој Луци.

## Истрага
Јефто Јанковић, бивши истражни судија Основног суда у Бањој Луци, изјавио је да је 21. августа 1992. године, након што је примио позив из Станице јавне безбједности у Бањој Луци, отишао на Корићанске стијене да спроведе инспекцију мјеста злочина: „На лице мјеста сам отишао 23. августа 1992. године, заједно с јавним тужиоцем и криминалистичким техничарима. Када смо дошли на лице мјеста, видјели смо групе лешева мушкараца. Тада су двојица криминалистичких техничара с врха провалије камером снимала лешеве”. Јанковић је додао да је на мјесту злочина, по његовој процјени, било око 150 лешева.
Јанковић је затим одведен у штаб 22. бригаде Војске Републике Српске у Кнежеву, гдје је разговарао са два преживјела, Медом Сивцем и Мидхатом Мујкановићем, који су му испричали како су успјели преживјети скачући у провалију када је почело пуцање. Лично их је одвезао у Бању Луку, а касније су пребачени у Исламско хуманитарно удружење Мерхамет. Јанковић је рекао да је због великог броја жртава упутио случај Станици јавне безбједности у Бањој Луци на даљу истрагу и тврдио је да не зна додатне детаље о починитељима или жртвама.

## Хапшења и суђења
Вођу групе која је починила убиства, Дарка Мрђу, ухапсио је СФОР 2002. године, а суђење је спровео хашки трибунал. Оптужен је 2004. године за двије тачке оптужнице за злочине против човјечности (истребљење и нехумана дјела) и за једну тачку оптужнице за кршење закона и обичаја ратова (убиство), а осуђен је на 17 година затвора. Вјерује се да је Симо Дрљача, шеф полиције у Приједору, наредио да Мрђа почини ове злочине. Дрљачу су упуцали и убили војници СФОР-а приликом покушаја хапшења 1997. године.
Маја 2009. године, осам бивших припадника Станице јавне безбједности у Приједору и Одјељења полиције за хитне случајеве, оптужени су за злочине почињене на Корићанским стијенама и изведени пред Суд Босне и Херцеговине. Дамир Иванковић, Зоран Бабић, Гордан Ђурић, Милорад Радаковић, Милорад Шкрбић, Љубиша Четић, Душан Јанковић и Жељко Стојнић оптужени су за злочине против човјечности, како их је тужилаштво осудило за учествовање у организацији и пратњи конвоја хрватских и бошњачких цивила који је требало да буду размијењени 21. августа 1992. године, а од којих је 200 мушкараца раздвојено прије него што су убијени аутоматским оружјем на Корићанским стијенама.
Након ексхумација на клисури у августу 2009. године, ухапшена су још два припадника интервентног вода и јединице за територијалну одбрану, Бранко Топола (службени полицајац) и Петар Чивчић, због сумње да су учествовали у масакру.
Првостепеном пресудом Суда Босне и Херцеговине, 21. децембра 2010. године, Зоран Бабић, Милорад Шкрбић, Душан Јанковић и Жељко Стојнић су проглашени кривима за учествовање у удруженом злочиначком подухвату у општини Приједор, у циљу прогона, пљачкања и убијања несрпских цивила током 1992. године. Бабић и Шкрбић осуђени су на 22 године затвора, а Стојнић на 15 година затвора због убиства више од 150 мушкараца цивила почињених на Корићанским стијенама 21. аугуста 1992. Сви су бивши припадници интервентног вода Станице јавне безбједности у Приједору. Бивши командант Станице јавне безбједности Душан Јанковић проглашен је кривим због наређења убистава и осуђен на 27 година затвора. Милорад Радаковић је ослобођен свих оптужби зато што је утврђено да је учествовао у конвоју као медицински радник, није био дио плана одвајања и убијања жртава и због тога што је остао у аутобусу није могао учествовати у погубљењима. На пресуде је утицало Бабићево „тешко здравствено стање”, свједочење да је Шкрбић „заштитио неке цивиле у аутобусу који је пратио”, као и Стојнићеве године (пошто је имао мање од 21 годину не може се казнити дуготрајним затвором). Још тројица оптужених су признали кривицу: Дамир Иванковић који је пристао да свједочи против других оптужених осуђен је на 14 година затвора. Гордан Ђурић који је свједочио да није желио да учествује у стријељању цивила и да се сакрио иза литице, али да је постављен за стражара на мјесту гдје је извршена егзекуција, осуђен на осам година затвора. Љубиша Четић је признао кривицу и осуђен је на 13 година затвора. Душан Јанковић, који је у новембру 2009. пуштен из затвора под рестриктивним условима, није присуствовао саслушању. Када није успио да се појави, адвокат Ранко Дакић пред Судом је изјавио да се „ауто покварило”. Државни суд наложио је хапшење Јанковића, као бјегунца од правде.

## Локација остатака
Иако су неке посмртне остатке стручњаци пронашли 2003. године захваљујући свједочењу преживјелих и признању Дамира Иванковића, све до 2009. године положај осталих жртава није био познат. Вјеровало се да су тијела сахрањена у масовним гробницама на различитим локацијама у Босни и Херцеговини.
Пошто власти нису предузеле никакве озбиљније истраге о проналажењу несталих особа или тијела, септембра 2008. године Центар за заступање TRIAL поднио је шест појединачних захтјева пред Европским судом за људска права у вези са нестанком осам бошњачких мушкараца у току масакра на планини Влашић, у име њихове родбине.
У јулу/августу 2009. године, Међународна комисија за нестала лица истражила је масовну гробницу на Корићанским стијенама. Крајем августа 2009. године ексхумирани су остаци најмање 60 особа из дубоке клисуре. Нека од тијела су спаљена, а вјеровало се да су друга помјерена како би сакрили трагове злочина. Према Амору Машовићу из Међународне комисије за нестала лица, ово су били остаци људи из једног аутобуса.
Децембра 2010. године, Међународна комисија за нестала лица изјавила је да ће се извршити додатна потрага, јер се вјерује да на Корићанским стијенама можда постоји још једна масовна гробница.